# Mstyslav Černov
Mstyslav Andrijovyč Černov (in ucraino Мстислав Андрійович Чернов?; Charkiv, 1985) è un fotoreporter, regista, giornalista corrispondente di guerra e scrittore ucraino.
Noto per la sua copertura della rivoluzione ucraina, della guerra nel Donbass, incluso l'abbattimento del volo MH17, della guerra civile siriana, della battaglia di Mosul in Iraq e dell'invasione russa dell'Ucraina del 2022. 
Černov è un giornalista di Associated Press e il presidente dell'Associazione Ucraina dei Fotografi Professionisti (UAPF). I lavori di Černov sono stati pubblicati e trasmessi da numerosi organismi di informazione in tutto il mondo, tra cui la CNN, la BBC, il New York Times, il Washington Post e altri. È stato sia tra i vincitori che tra i finalisti di premi prestigiosi, tra cui il Livingston Award, il Rory Peck Award e diverse edizioni dei Royal Television Society awards. 
Per il suo lavoro sulla battaglia di Mariupol' ha ricevuto diversi premi tra cui il Premio Pulitzer per il miglior giornalismo di pubblico servizio. I materiali video di Mariupol sono diventati la base del documentario 20 Days in Mariupol, che ha successivamente vinto il premio BAFTA per il miglior documentario e il miglior documentario ai Premi Oscar 2024. Lo stesso Černov ha vinto il Directors Guild of America Award come miglior regista nella sezione documentario.

## Biografia
Černov è rimasto ferito più volte sul lavoro nelle zone di conflitto.
Nei mesi di febbraio e marzo 2022, durante l'invasione russa dell'Ucraina, Černov e Evgeniy Maloletka hanno soggiornato a Mariupol', che era circondata dalle truppe russe, sotto assedio e ampiamente bombardata. Černov e Maloletka erano tra i pochi giornalisti e, secondo l'Associated Press, gli unici giornalisti internazionali a Mariupol' in quel periodo, e le loro fotografie furono usate da molti media occidentali. Riuscirono a fuggire da Mariupol illesi.
Il 23 maggio 2022 Černov, insieme a Maloletka e Vasilisa Stepanenko, hanno ricevuto il Knight International Journalism Award per il loro lavoro a Mariupol'. Alla fine del 2022 è stato incluso nelle classifiche nazionali ucraine "14 canzoni, foto e oggetti d'arte che sono diventati simboli della resistenza ucraina" da Forbes Ucraina.
Nel 2023 ha ricevuto il Premio Pulitzer per il miglior giornalismo di pubblico servizio, con Evgeniy Maloletka, Vasilisa Stepanenko e Lori Hinnan, per i loro "servizi dalla città assediata di Mariupol che hanno testimoniato il massacro di civili durante l'invasione russa dell'Ucraina".
Dalle riprese raccolte a Mariupol' Černov ha realizzato insieme al team di Frontline il documentario 20 Days in Mariupol. Il film è stato incluso nel concorso del Sundance Film Festival 2023 nella categoria World Cinema Documentary Competition. La prima mondiale del film ha avuto luogo al festival nel gennaio 2023. Il film ha vinto il Premio del Pubblico nella categoria World Cinema Documentary. Sul sito web aggregatore di recensioni Rotten Tomatoes il film ha un indice di gradimento del 100%. Il film è uscito in sale selezionate negli Stati Uniti il 14 luglio 2023 e l'uscita pubblica in Ucraina è stata prevista per il 31 agosto. Il Comitato ucraino per gli Oscar ha candidato 20 Days in Mariupol per la 96ª edizione dei premi Oscar nella categoria miglior film internazionale. Il film ha vinto il premio BAFTA per il miglior documentario ed è stato candidato nella categoria miglior film in lingua straniera. Il 10 marzo 2024 ha vinto l'Oscar al miglior documentario.

## Filmografia

### Regista
- 20 Days in Mariupol (20 днів у Маріуполі) (2023)

## Riconoscimenti
- Premio Oscar
  - 2024 - Miglior documentario per 20 Days in Mariupol[3][11]
- Premio Pulitzer
  - 2023 - Miglior giornalismo di pubblico servizio[1]
- Directors Guild of America Award
  - 2024 - Miglior regia - documentario per 20 Days in Mariupol[4]
- Gotham Independent Film Awards
  - 2023 - Candidatura al miglior documentario per 20 Days in Mariupol[12]
- British Academy Film Awards
  - 2024 - Miglior documentario per 20 Days in Mariupol[2]
  - 2024 - Candidatura al miglior film in lingua straniera per 20 Days in Mariupol[10]
- Premio Ukraïns'ka Pravda
  - 2022 - Giornalista dell'anno[13]